# Bertiera adamsii
Bertiera adamsii là một loài thực vật có hoa trong họ Thiến thảo. Loài này được (Hepper) N.Hallé mô tả khoa học đầu tiên năm 1963.